# できちゃった結婚
できちゃった結婚（できちゃったけっこん）とは、婚姻関係にない男女が妊娠したことをきっかけとして結婚すること。でき婚、おめでた婚、授かり婚、「妊娠先行型結婚」、「婚前妊娠結婚」とも呼ばれる。
「ちゃった」は「-てしまった」の関東訛り。子ができてしまったため、急遽結婚することを意味する。「できちゃった結婚」に相当する言葉は狭義では「想定外の妊娠をきっかけとした結婚」のみを指し、あらかじめ妊娠をきっかけに結婚するつもりであった場合は「授かり婚」として区別することもある。英語では俗にショットガン・ウェディング (Shotgun wedding) と呼ばれている。語源は、18世紀から19世紀にかけてのアメリカで妊婦の父が相手方の男性に散弾銃を突きつけながら自分の娘と結婚するよう求めたことに由来するとされている。

## 日本

### 統計

年代別 結婚期間が妊娠期間より短い出生の傾向（2010年）

厚生労働省の資料によれば、日本において嫡出第1子出生数のうち妊娠期間よりも結婚期間の方が短い割合は、標準化後の数値で1980年に10.6%だったものが2004年には26.7%と、約20年間で倍増している。また、2004年において、15歳から19歳では82.9%、20歳から24歳では63.3%、25歳から29歳では22.9%、30歳以降で約一割となっており、この割合は若い年代ほど大きくなる傾向にある。
婚前妊娠増加の原因として、平成17年版の国民生活白書では
1. 婚前交渉を許容する社会的意識が一般化したこと
2. その上で、法的な婚姻関係を重視する伝統的な意識が依然存在し、妊娠後の結婚増加に繋がっている

と分析している。
また、結婚情報誌『ゼクシィ』の編集部は、マスメディアを通じて芸能人の婚前妊娠が多数報道されている現状も影響していると論評している。

### 結婚式と披露宴
出産予定日が近くなるにつれ母体への負担が大きく、結婚式や結婚披露宴などの行事の実施自体が困難になるため、早急に結婚式や結婚披露宴などを執り行なったり、式自体を行わず婚姻届の提出のみで済ませたりすることも多い。準備に時間のかからない1.5次会（披露宴と2次会の中間形態）を行うケースもある。そのため、従来の日本の結婚式や結婚披露宴では重視される傾向の強い、大安吉日などの日取りには、特にこだわらない場合が多い。
新婦が身重の状態のままで挙式したり、子供を産み終え母子ともに落ち着いてから子連れで挙式したりする人もあり、その形態は様々であるが、従来の結婚式や披露宴とは大きく異なる。また、妊婦用のウェディングドレスを用意、仕立てる結婚式場や披露宴会場もある。

### 芸能界との関係
芸能界では結婚と妊娠を同時に発表するケースが頻繁にあるが、現在では芸能事務所側が「できちゃった結婚」に相当する言葉をタブー視する傾向にあり、各報道機関の配信記事でもこれに配慮して結婚と妊娠を分けて表現するのが主流となっている。特に女性側が芸能人である場合、結婚と妊娠はその活動の継続や休業、また復帰した場合はタレントとしての路線変更などに直結することから、婚約や結婚の公表時に妊娠していなければ、芸能事務所が当事者のコメントとは別に行うプレスリリースに「妊娠はしていない」という情報をわざわざ付記し、報道機関でも場合によってはその旨を加えて報道するのが一般的になっている。
芸能界におけるできちゃった婚の元祖は1958年10月の二代目中村扇雀と扇千景のカップルとされるが、1939年に霧島昇とミス・コロムビアが結婚した際も結婚前に妊娠している。また、1949年に代議士同士で交際していた園田直と松谷天光光が結婚に至った時の決め手も松谷の妊娠であり、それを表現した「厳粛なる事実」は当時の流行語となった。